# گمینا پووشنگتسا
گمینا پووشنگتسا (به لهستانی:  Gmina Płośnica) یک گمینا در لهستان است که در شهرستان جاودووو واقع شده‌است. گمینا پووشنگتسا ۱۶۳٫۰۹ کیلومتر مربع مساحت و ۵٬۹۲۴ نفر جمعیت دارد.